# Max Mack

Max Mack auf einer Fotografie von Alexander Binder

Max Mack (eigentlich Maimon Myrthenbaum oder Moritz Myrthenzweig; * 21. Oktober 1884 in Halberstadt; † 16. Februar 1973 in London) war ein deutscher Filmregisseur. Er zählt zu den Pionieren des deutschen Stummfilms.

## Leben
Mack, als Sohn eines jüdischen Kantors geboren, arbeitete ab 1906 als Theaterschauspieler am Stadttheater Eisenach und wurde 1911 vom Regisseur Viggo Larsen zur Filmproduktionsgesellschaft Vitascope geholt. Dort hatte er im selben Jahr sein Regiedebüt. Von 1912 bis zum Ende des Ersten Weltkrieges war er einer der produktivsten Filmschaffenden. Noch vor Stellan Ryes Der Student von Prag wurde 1913 Macks Film Der Andere uraufgeführt. Der Film mit Albert Bassermann in der Doppelhauptrolle behandelt das Thema Schizophrenie und gilt als der erste deutsche Autorenfilm. Ebenfalls 1913 führte Mack mit dem Publikumserfolg Wo ist Coletti? die Kriminalkomödie in den deutschen Film ein. Bereits 1915 hatte Ernst Lubitsch in Filmen Macks kleine Nebenrollen.
Im Jahr 1916 veröffentlichte er gemeinsam mit Ewald André Dupont eines der ersten filmtheoretischen Bücher, Die zappelnde Leinwand.
1917 gründete er seine eigene Produktionsfirma, die Max Mack-Film GmbH (1917–1919), 1923 die FAMA Film AG Max Mack und 1931 die Max Mack-Produktion Film-Gesellschaft m.b.H.
Bereits 1928 beteiligte sich Mack an Tonfilm-Experimenten. Am 12. September 1928 wurde Ein Tag Film im Rahmen einer Galavorstellung im Mozartsaal uraufgeführt. Der Reporter (jr.) der Vossischen Zeitung schrieb: "Und auch der Sprech-Film marschiert. Trotzdem in dem vorgeführten ersten deutschen Ton-Film "Ein Tag Film", den Max Mack mit großem Geschick nach dem Tri-Ergon Verfahren gedreht hat, sich noch viele technische Mängel der Wiedergabe störend bemerkbar machen... Bei diesem lustigen Bild-Sketch kam neben dem Bildwitz auch der Wortwitz kräftig zum Durchbruch und weckte schallende Heiterkeit".
Sein erster abendfüllender Tonfilm Nur am Rhein… griff das damals aktuelle Thema der Rheinbesetzung auf, um sich von der grassierenden sentimentalen „Rhein-Seligkeit“ abzusetzen.
Max Mack war im Laufe seiner Filmkarriere nachweislich an 138 Filmen beteiligt; überwiegend vor 1920. Mit Tausend für eine Nacht kam im Januar 1933 sein letzter deutscher Film in die Kinos. Mit der Machtübernahme der Nationalsozialisten war er als Jude nicht mehr erwünscht. Er emigrierte nach Großbritannien, wo er 1935 noch den wenig erfolgreichen Film Be Careful, Mr. Smith drehte, danach war seine Karriere endgültig beendet. Somit ohne praktische Arbeitsmöglichkeiten, machte sich Mack nun daran, seine Erinnerungen aufzuschreiben, die 1943 unter dem Titel With a Sigh and a Smile. A Showman Looks Back in London erschienen. Er heiratete in London eine gut situierte Witwe, um deren geistig behinderte Tochter er sich kümmerte.
Mack starb im Alter von 88 Jahren in London.

## Filmografie (Auswahl)
als Regisseur, wenn nicht anders angegeben
- 1911: Die weiße Sklavin, 3. Teil (als Schauspieler)
- 1911: Gehirnreflexe
- 1912: Blinde Liebe
- 1912: Coeur-As
- 1912: Dämon Eifersucht
- 1912: Das Bild der Mutter
- 1912: Das Ende vom Liede
- 1912: Der stellungslose Photograph
- 1912: Die Falle
- 1912: Die gelbe Rasse
- 1912: Die Hochzeitsfackel
- 1912: Die Launen des Schicksals
- 1912: Die Liebe siegt
- 1912: Die lieben Freunde
- 1912: Die Zigeunerin
- 1912: Ein Kampf im Feuer
- 1912: Hungrige Hunde (Regie, Darsteller)
- 1912: Im Übermut
- 1912: Lebensbilder
- 1912: Strandratten
- 1912: Zweimal gelebt
- 1912: Das Ende vom Liede
- 1913: Die blaue Maus
- 1913: Die blaue Maus, 2. Teil
- 1913: Der Andere
- 1913: Die Berliner Range
- 1913: Frau Hanni
- 1913: Wo ist Coletti?
- 1913: Der letzte Tag
- 1913: Der König
- 1913: Die Tango-Königin
- 1914: Die Perle
- 1914: Die Welt ohne Männer
- 1914: Urteil des Arztes
- 1914: Ein seltsamer Fall
- 1914: Hans und Hanni
- 1914: Hanni, kehre zurück! Alles vergeben!
- 1915: Der Katzensteg
- 1915: Das achte Gebot
- 1915: Nahira
- 1915: Pension Lampel
- 1915: Der Schuß im Traum
- 1915: Nur eine Lüge
- 1915: Arme Marie (Regiebeteiligung unsicher)
- 1915: Robert und Bertram, die lustigen Vagabunden
- 1916: Adamants letztes Rennen
- 1916: Die Sektwette
- 1916: Der Sumpf
- 1916: Das Wiegenlied
- 1916: Fritzis toller Einfall
- 1916: Das Geständnis der grünen Maske
- 1916: Der Fakir im Frack
- 1916: Das tanzende Herz
- 1916: Die aus dem Jenseits kam...
- 1916: Diebe – und Liebe
- 1916: Frau im Spiegel
- 1917: Das Legat
- 1917: Die Nichte des Herzogs
- 1917: Die schwarze Loo
- 1917: Diebe und Liebe
- 1917: Der karierte Regenmantel
- 1917: Der Fall Hirn
- 1917: Das Rätsel der Stahlkammer
- 1917: Der lebende Tote
- 1918: Der geprellte Don Juan
- 1918: Wanderratten
- 1918: Sein Weib
- 1918: Die Tänzerin Adina
- 1918: Othello
- 1918: Opfer um Opfer
- 1918: Dagny und ihre beiden Männer
- 1918: Der Sturz des Hauses Macwell
- 1919: Verrat und Sühne
- 1919: Matrimonium Sacrum
- 1919: Das Raritätenkabinett
- 1919: Freie Liebe
- 1919: Der Sohn der Magd
- 1919: Sündiges Blut
- 1920: Figaros Hochzeit
- 1920: Die Lieblingsfrau des Maharadscha, 3. Teil
- 1921: Die große und die kleine Welt
- 1921: Die Geheimnisse von Berlin, 3. Teil – Berlin-Moabit. Hinter Gitterfenstern
- 1921: Die Geheimnisse von Berlin, 4. Teil – Berlin Fröbelstraße. Im Asyl für Obdachlose
- 1922: Fesseln der Tradition
- 1922: Die Schneiderkomteß
- 1922: Die Tragödie im Hause Bang
- 1923: Die Fledermaus
- 1923: Quarantäne
- 1923: Das schöne Mädel
- 1925: Vater Voss
- 1925: Der ungebetene Gast
- 1925: Das Mädchen mit der Protektion
- 1926: Die Fahrt ins Abenteuer
- 1927: Ein Tag der Rosen im August … da hat die Garde fortgemußt
- 1927: Steh' ich in finstrer Mitternacht
- 1928: Der Kampf der Tertia
- 1928: Ich hatte einst ein schönes Vaterland
- 1929: Jugend von morgen
- 1929: Autobus Nr. 2
- 1930: Nur am Rhein ... (auch Drehbuch)
- 1932: Ludwig Manfred Lommel (Kurztonfilm, 2 Akte)
- 1932: Tausend für eine Nacht
- 1935: Be careful, Mr. Smith
- 1935: The Wigan Express
- 1935: Mack's Comedies

## Auszeichnungen
- 1965: Filmband in Gold für langjähriges und hervorragendes Wirken im deutschen Film